# Sułoszowa

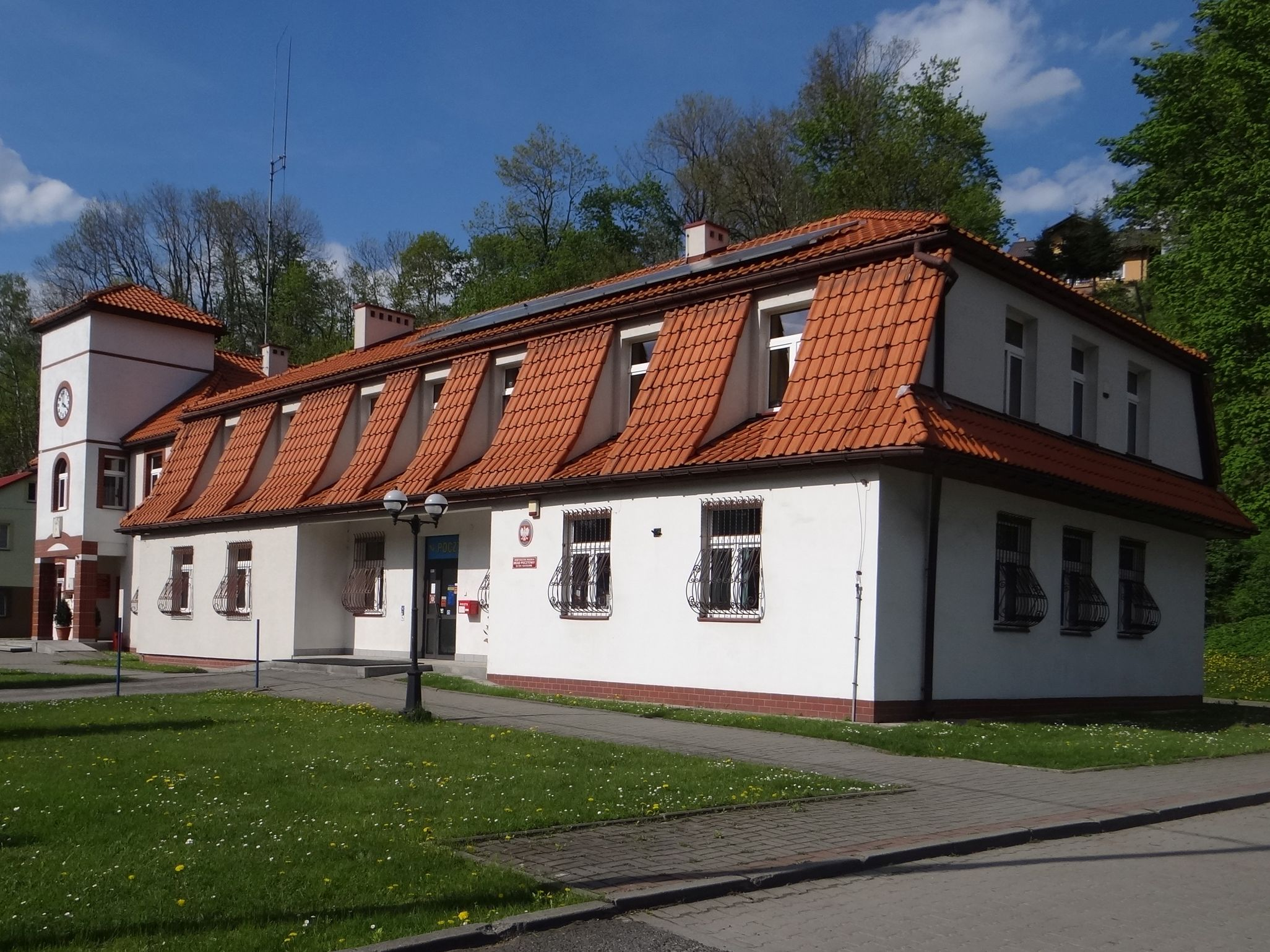
Poczta

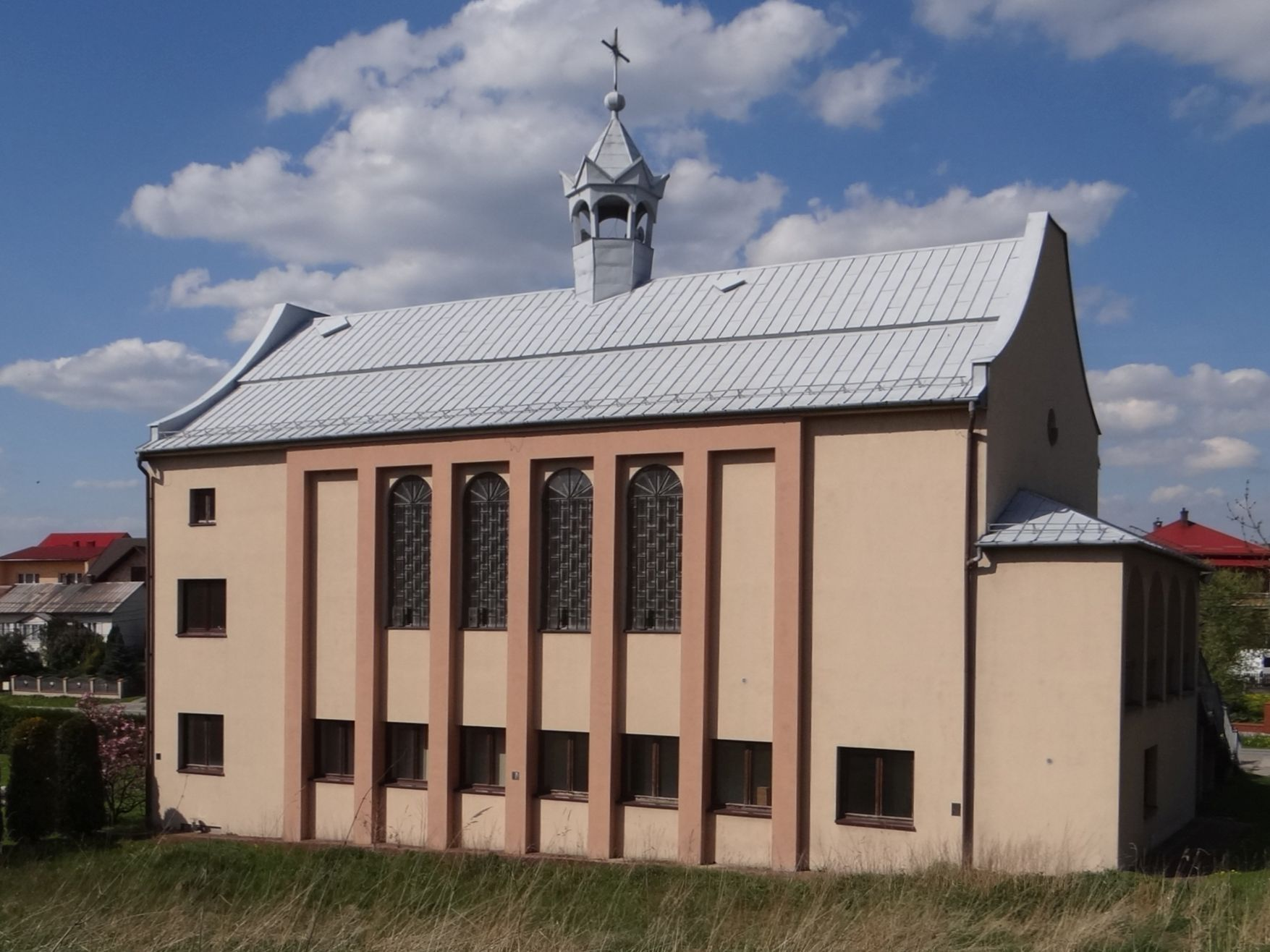
Kaplica

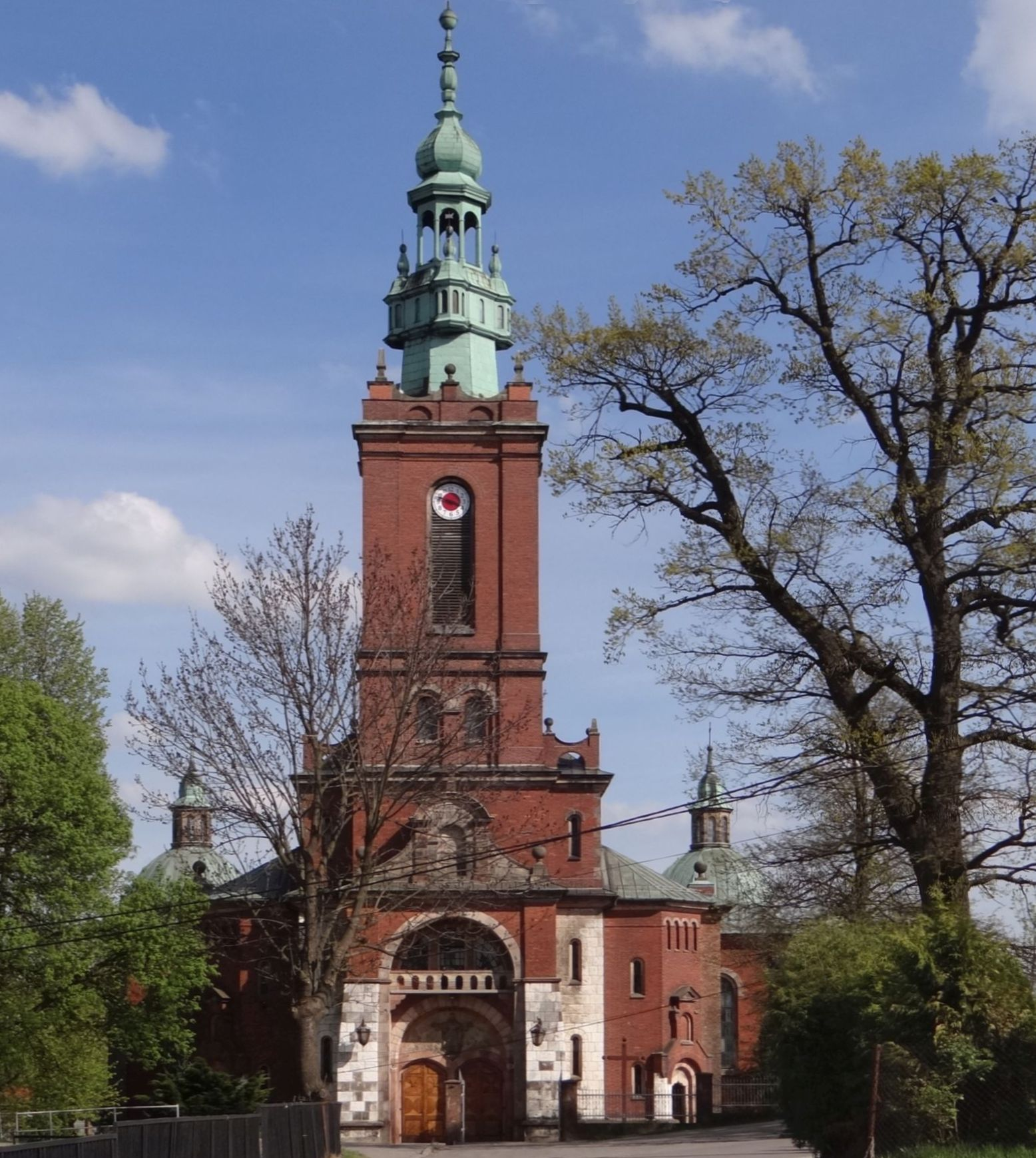
Kościół parafialny pw. Najświętszego Serca Pana Jezusa w Sułoszowej

Sułoszowa – wieś w Polsce położona w województwie małopolskim, w powiecie krakowskim, w gminie Sułoszowa, na Wyżynie Olkuskiej.
W roku 2021 Sułoszowa liczyła 3499 mieszkańców, z czego 50,4% stanowiły kobiety, a 49,6% mężczyźni.

## Położenie
Pod względem geograficznym znajduje się na Płaskowyżu Sułoszowskim będącym częścią Wyżyny Olkuskiej. Południowa część Sułoszowej, Pieskowa Skała, wchodzi w skład Ojcowskiego Parku Narodowego. Na terenie wsi znajdują się źródła Prądnika, w swoim początkowym biegu zwanego Sułoszówką.
Sułoszowa jest jedną z najdłuższych w Polsce ulicówek – rozciąga się na długości ok. 9 km wzdłuż drogi nr 773 Sieniczno – Wesoła k. Słomnik. Jest podzielona na ulice (dawniej na działy). Główna ulica to na północy Olkuska podczas gdy na południu Krakowska. Jednak nie do końca ta wieś to ulicówka, gdyż istnieje wiele bocznych ulic np. Cyprysowa, Kasztanowa, Zielone Wzgórze, Zdrowa, Bankowa, Kościelna, Skalna, Źródlana. W II RP wieś liczyła 6 tys. mieszkańców, a jej długość określano na 14 km. 18 maja 1996 zanotowano tutaj najbardziej obfite opady deszczu w Polsce (w ciągu godziny – 180 mm).

## Historia wsi
Swoją historią Sułoszowa sięga głębokiego średniowiecza. Być może nazwa wsi związana jest, z imieniem Sułosz lub Sulisław, używanym w XII i XIII w. Nazwa wsi pojawia się pierwszy raz w dokumencie z 25 stycznia 1315 r., wydanym przez Władysława Łokietka, dotyczącym nadania niejakiemu Mikołajowi lasu ze wsią Sułoszowa (las ten był położony pomiędzy zamkiem w Pieskowej Skale a Kosmolowem, razem z wsią Sułoszowa). 
W pierwszej połowie XIV wieku Kazimierz Wielki wybudował murowany zamek, który miał chronić szlak handlowy prowadzący z Krakowa na Śląsk. Budowla składała się z dwóch części. Górna, niezachowana do dziś, wzniesiona była na niedostępnej skale zwanej „Dorotką”. Jednocześnie miał on za zadanie bronić przed czeskimi najazdami od strony Śląska, stąd Jura Krakowsko-Częstochowska, na której powstawały zamki służące do obrony przed czeskimi najazdami od Śląska i w której leży zamek w Pieskowej Skale z Sułoszową.
W 1377 r. zamek w Pieskowej Skale został nadany Piotrowi Szafrańcowi przez Ludwika Węgierskiego. Ród Szafrańców osiedlił się tu na blisko 230 lat. Sułoszowa stała się częścią klucza pieskoskalskiego i jego historii.
W 1595 roku wieś położona w powiecie proszowskim województwa krakowskiego była własnością wojskiego krakowskiego Stanisława Szafrańca. Miejscowość jest siedzibą gminy Sułoszowa. 
W XVI wieku pojawili się zwolennicy kalwinizmu. Jednym z nich był Stanisław Szafraniec, który zmienił kościoły w Sułoszowej, Przegini i Sąspowie na zbory kalwińskie. On dokonał przebudowy gotyckiego zamku w stylu renesansowym wzorując się na rezydencji wawelskiej. Sytuacja zmieniła się w 1608 r., kiedy ostatnia dziedziczka rodu Szafrańców poślubiła wojewodę krakowskiego, Michała Zebrzydowskiego, który zakończył okres reformacji. W 1640 r. wzmocnił fortyfikację zamku i wybudował barokową kaplicę św. Michała. Wkrótce jednak potop szwedzki spowodował upadek życia gospodarczego, zniszczenia i wyludnienia okolicznych wsi.
Od 1661 r. Pieskową Skałę i Sułoszową przejęła na blisko 180 lat rodzina Wielopolskich. Hieronim Wielopolski, od 1768 r. starosta krakowski, po raz kolejny przebudował zamek. Budowla straciła renesansowy charakter, ale po latach zniszczeń odzyskała splendor rezydencji magnackiej.
W 1795 r., po III rozbiorze Polski, Sułoszowa dostała się przejściowo pod panowanie austriackie, a w 1807 roku po wyzwoleniu Stanisław Poniatowski włączył dobra pieskoskalskie z Sułoszową w granice Księstwa Warszawskiego. Ostatecznie 1815 roku Sułoszowa znalazła się w granicach Królestwa Polskiego (części Imperium Rosyjskiego) w zaborze rosyjskim, w którym pozostała do odzyskania niepodległości w 1918 roku, co spowodowało nienaturalne odcięcie od Krakowa, który z kolei ostatecznie znalazł się w Galicji pod zaborem austriackim, a więc w innym państwie. W połowie XIX wieku, pożary zniszczyły urządzenia komnat, runęła wieża na skale Dorotki, a ówczesny właściciel musiał rozebrać resztki starego zamku oraz budynki wozowni i stajni. Rodzina Mieroszewskich sprzedała zamek i rozparcelowała majątek.
W okresie zaboru rosyjskiego i utworzeniu guberni na terenie Kongresówki wieś wchodziła w skład powiatu (ujezdu) olkuskiego w guberni kieleckiej (1841-1844), guberni radomskiej (1844-1867) i ponownie guberni kieleckiej (od 1867). W okolicach Olkusza, a więc i Sułoszowej, w okresie powstania listopadowego (1830-1831) i styczniowego (1863-1864), przeciwko zaborcy rosyjskiemu, działali polscy powstańcy. Ponadto w czasie powstania styczniowego 4 i 5 marca 1863 r. w Pieskowej Skale i pobliskiej Skale miały miejsce dwie bitwy powstańców pod dowództwem Mariana Langiewicza z wojskami rosyjskimi. Podczas tych walk śmierć poniósł walczący po stronie Polaków ukraiński rewolucjonista, pułkownik armii rosyjskiej Andrij Potebnia. Obroną samego zamku dowodził Aleksander Zdanowicz. Po wycofaniu się powstańców, zamek zajęli i zrabowali Rosjanie.
Dzięki inicjatywie Adolfa Dygasińskiego niszczejący zamek trafił w 1903 r. w ręce Towarzystwa Akcyjnego Pieskowa Skała. Nowi właściciele wyremontowali wnętrza i adaptowali na pomieszczenia letniskowe.
W czasie działań wojennych w 1914 r. po wybuchu I wojny światowej całkowitemu zniszczeniu uległ kościół w Sułoszowej. Obecny powstał w latach 1935-1939 według projektu Stefana Szyllera oraz Jana Sasa-Zubrzyckiego. Jest to budowa eklektyczna, z przewagą neorenesansu i baroku. Wewnątrz możemy zobaczyć barokową figurę Jezusa Ukrzyżowanego, która ocalała z poprzedniej świątyni oraz bardzo oryginalne wyposażenie rzeźbiarskie wykonane w latach czterdziestych przez Wojciecha Durka.
Po odzyskaniu niepodległości w okresie II Rzeczypospolitej Polskiej (1918-1939) Sułoszowa wchodziła w skład powiatu olkuskiego w województwie kieleckim.
We wrześniu 1939 roku, kilka dni po wybuchu II wojny światowej, wieś została zajęta przez wojska niemieckie i znajdowała się pod okupacją niemiecką aż do stycznia 1945 roku.
Po II wojnie światowej na zamku w Pieskowej Skale rozpoczęto prace archeologiczne i konserwatorskie. W latach 1950–1963 budowlę całkowicie odrestaurowano i przywrócono jej kształt z okresu największej świetności z XVII w. Po renowacji stała się Oddziałem Państwowych Zbiorów Sztuki na Wawelu.
W latach 1975–1998 miejscowość administracyjnie należała do województwa krakowskiego.

## Integralne części wsi
| SIMC    | Nazwa                | Rodzaj     |
| ------- | -------------------- | ---------- |
| 0337248 | Blech                | część wsi  |
| 0337254 | Młyny Pieskoskalskie | część wsi  |
| 0337260 | Nowa Wieś            | część wsi  |
| 0337277 | Pieskowa Skała       | część wsi  |
| 0337283 | Pod Zamkiem          | część wsi  |
| 0337290 | Stasinkowa Góra      | część wsi  |
| 0337308 | Stopina Góra         | część wsi  |
| 0337314 | Podzamcze            | przysiółek |

## Parafia
Parafia Najświętszego Serca Pana Jezusa w Sułoszowej została erygowana według przekazu Jana Długosza w 1315 r. Kościół parafialny wzmiankowany w 1325–1327. Stanisław Szafraniec, w poł. XVI w. zamienił go na zbór kalwiński. Obecny murowany w latach 1933–1939. Kościół filialny pw. NMP Królowej Polski, zbudowany w latach 1984–1989. Kaplica zamkowa w Pieskowej Skale, pw. św. Jerzego z 1661 roku.

## Zabytki
Obiekty wpisane do rejestru zabytków nieruchomych województwa małopolskiego.
- Kościół parafialny pw. Najświętszego Serca Pana Jezusa i św. Wawrzyńca, z otoczeniem;
- zagroda d. Orczyków nr 210: dom z oborą, stajnia z chlewem, stodoła, spichlerz, spichlerzyk.

## Turystyka
Przez Sułoszową przebiega  Szlak Orlich Gniazd oraz europejski szlak kulturowy i pątniczy „Via Regia”, będący jedną z Dróg św. Jakuba prowadzących do sanktuarium w Santiago de Compostela. Na terenie administracyjnym wsi znajduje się Zamek Pieskowa Skała oraz Maczuga Herkulesa.

## Edukacja
- Publiczne Przedszkole ul. Szkolna 7
- Szkoła Podstawowa Nr 1 im. Jana Pawła II ul. Szkolna 9
- Szkoła Podstawowa Nr 2 im. Batalionów Chłopskich  ul. Olkuska 316